# Atta sexdens

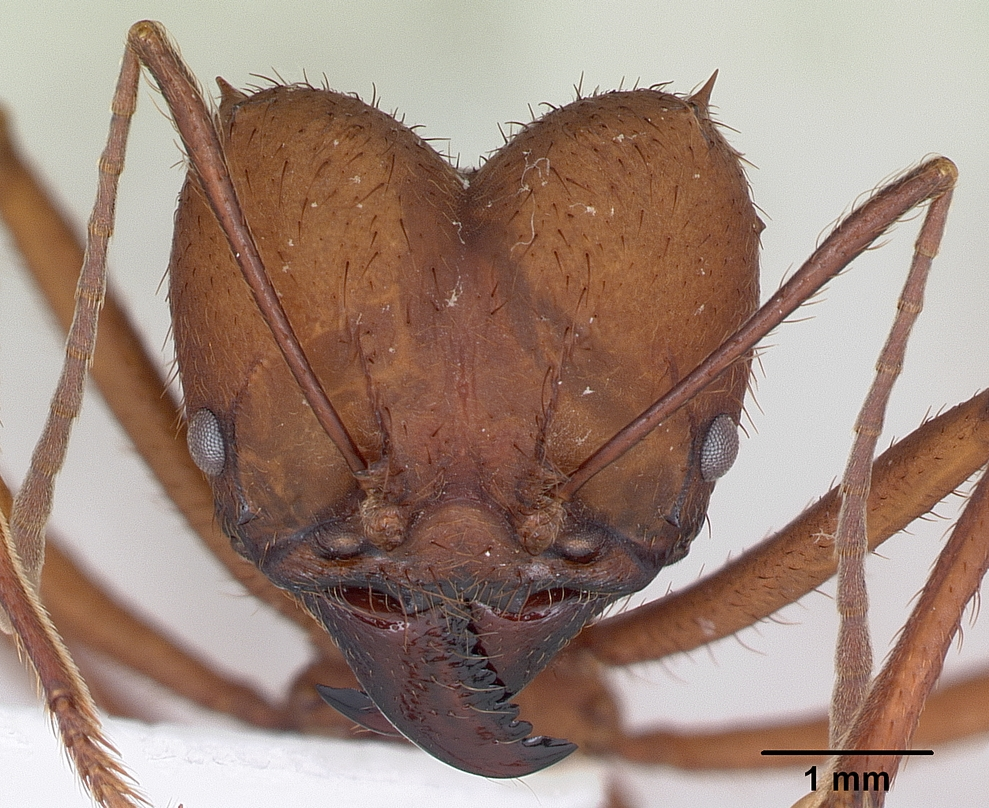
Голова рабочей особи

Atta sexdens (лат.) — вид муравьёв-листорезов из трибы грибководов Attini подсемейства Myrmicinae (Formicidae), строящие одни из самых крупных муравейников в мире (более 20 кубометров).

## Распространение
Америка: от США (Техас) и Мексики на севере ареала через центральную и Южную Америку (включая Бразилию), до южной Аргентины.

## Описание
Муравейники имеют глубину до 6 м и содержат до 8 млн. муравьёв и более 2000 камер с объёмом более 20 кубометров. Длина муравьёв от 3 до 24 мм. Брачные полёты и спаривание молодых самок и самцов происходит в октябре-декабре. Каста рабочих представлена 4 подгруппами. Самые мелкие рабочие — это грибководы-садоводы (ширина головы 1,0 мм; от 0,6 мм до 1,2 мм). Внутригнездовые рабочие (1,4 мм; 1,2—1,6). Фуражиры и строители (2,2 мм; 1,6—2,4). Солдаты (ширина головы более 3 мм; отсутствуют в мелких семьях, где менее 100 000 особей).
Паразитические мухи-фориды Neodohrniphora (Diptera: Phoridae) снижают фуражировочную активность рабочих муравьёв.

## Значение
Срезают листья многих видов растений и рассматриваются как важнейшие насекомые-вредители сельского хозяйства и декоративных растений.
Общий вес земли, выкопанной одной 6-летней семьёй муравьёв Atta sexdens, равен примерно 40 000 кг, а сами муравьи из такого молодого муравейника потребляют для создания своих подземных грибных садов 5892 кг зелёной листвы (Wilson, 1971: 47).

## Генетика
Диплоидный набор хромосом 2n = 22.

## Систематика
Первоначально этот вид был описан Карлом Линнеем в 1758 году под названием Formica sexdens.

## Синонимы
- Formica sexdens Linnaeus
- Formica flavicornis Fabricius
- Formica sexdentata Latreille
- Oecodoma abdominalis Smith
- Oecodoma coptophylla (Guirin-Mineville)
- Oecodoma sexdens (Linnaeus)
- Oecodoma sexdentata (Latreille)
- Pachycondyla flavicornis (Fabricius)
- Ponera flavicornis (Fabricius)
- Atta sexdentata (Latreille)
- Atta abdominalis (Smith)
- Atta coptophylla Guirin-Mineville
- Atta flavicornis (Fabricius)
- Atta fuscata Santschi
- Atta lugens Borgmeier
- Atta piriventris Santschi
- Atta rubripilosa Forel
- Atta rubropilosa Forel

## В культуре
Существует французская рок-группа со сходным названием: «Atta Sexden» (осн. 1989).